# 守部宣孝
守部 宣孝（もりべ のぶたか、1982年2月15日 - ）は、日本のプロレスラー。

## 経歴
2002年、折原昌夫が設立したプロレス団体「MOBIUS」に入団。
2003年1月31日、WEW後楽園ホール大会の対DJニラ戦でデビュー。
2004年、みちのくプロレスでディック東郷が率いるルード軍「F.E.C」に加入。8月22日、F.E.Cが、みちのくプロレスから撤退。10月、SUPER CREWに寮長として入団。
2006年12月1日、SUPER CREWが解散。12月、度重なる東郷の自己中心的な行動に嫌気がさして渡米を決意する。
2007年、怪我が原因で日本に帰国して年内の引退を発表したがすぐに撤回。
2018年4月13日、プロレスリングA-TEAMに入団。
2021年3月31日、A-TEAMを退団。

## 得意技
フロッグスプラッシュ
FA2
友情と同型。
ジェロドライバー
SDAと同型。
ジェロドライバーII
ナイアガラドライバーと同型。
フロリータ
鬼退治

## 入場曲
- 初代 : WHAT'S UP Mr.JONES（zilch）
- 2代目 : Latin Thug（CYPRESS HILL）

## タイトル歴
- KO-Dタッグ王座
- K-METAL LEAGUE優勝
- APEX OF TRIANGLE王座
- WEWタッグ王座
- WEWジュニアヘビー級王座